# Catàleg Nacional d'Espècies Amenaçades
El Catàleg Nacional d'Espècies Amenaçades d'Espanya, consisteix en un llistat d'espècies, tant vegetals com animals, que requereixen plans especials d'actuació segons la legislació nacional espanyola. Concretament aquest catàleg apareix a l'article 30.1 de la Llei 4/1989, de 27 de març, de Conservació dels Espais Naturals i de la Flora i Fauna Silvestres.
Aquesta Llei inicia el concepte que totes les espècies estan protegides, i algunes poden explotar-se, en lloc d'estar protegides només algunes. D'aquesta manera, el llistat consisteix a enumerar les espècies que requerixen mesures específiques, havent de ser incloses en alguna de les quatre categories que es definixen, depenent de la problemàtica de cada una. Les categories establertes són:
 
- En perill d'extinció: una espècie, subespècie o població ha d'incloure's en aquesta categoria quan els factors negatius que incidixen sobre ella fan que la seua supervivència siga poc probable a curt termini.
- Sensibles a l'alteració del seu hàbitat: un tàxon haurà de ser inclòs en aquesta categoria quan no estant en perill d'extinció s'enfronta a un risc de desaparició en la naturalesa a mitjà termini degut principalment que ocupa un hàbitat amenaçat, en greu regressió, fraccionat o molt limitat.
- Vulnerable: un tàxon serà considerat com a tal quan sense estar en perill d'extinció s'enfronta a un risc de desaparició en la naturalesa a mitjà termini.
- D'interès especial: tàxons que no complint els criteris per a ser inclosos en les Categories anteriors, presenten un valor particular en funció del seu interès científic, ecològic, cultural o per la seua singularitat.

Incloure una espècie en algunes de les categories esmentades obliga a l'administració a la redacció i execució de certs plans:
| Categoria                              | Pla                             |
| -------------------------------------- | ------------------------------- |
| En perill d'extinció                   | Pla de recuperació              |
| Sensible a l'alteració del seu hàbitat | Pla de conservació de l'hàbitat |
| Vulnerable                             | Pla de conservació              |
| D'interès especial                     | Pla de maneig                   |

Després de la Llei 4/1989, el Catàleg va ser regulat pel Reial decret 439/1990.